# Lijst van spelers van VfL Wolfsburg
Deze lijst bevat voetballers die bij de Duitse voetbalclub VfL Wolfsburg spelen of gespeeld hebben. De namen zijn alfabetisch gerangschikt.

## A
- Abuda
- Daniel Adlung
- Wilfried Ahnefeld
- Oscar Ahumada
- Charles Akonnor
- Jonathan Akpoborie
- Bruno Akrapović
- Alex
- Rodrigo Alvim
- Maximilian Arnold
- Carlos Ascues
- Ismail Azzaoui

## B
- Fernando Baiano
- Daniel Baier
- Holger Ballwanz
- Jean-Kasongo Banza
- Andrea Barzagli
- Steffen Baumgart
- Riechedly Bazoer
- Rainer Behrends
- Hermann-Dieter Bellut
- Diego Benaglio
- Nicklas Bendtner
- Nassim Ben Khalifa
- Marino Biliskov
- Isaac Boakye
- Sebastiaan Bornauw
- Karl-Heinz Borutta
- Christian Brand
- Helmut Bräutigam
- Thomas Brdaric
- André Breitenreiter
- Jeffrey Bruma
- Hans-Jürgen Brunner
- Mike Busch
- Michael Butrej

## C
- Caiuby
- Hrvoje Čale
- Koen Casteels
- Jesper Christiansen
- Cícero Santos
- Tolga Cigerci
- Ricardo Costa

## D
- Andrés D'Alessandro
- Nico Däbritz
- Detlev Dammeier
- Bonfim Costa Dante
- Kevin De Bruyne
- Chad Deering
- René Deffke
- Ashkan Dejagah
- Fahed Dermech
- Jonas Deumeland
- Karl-Heinz Dickkopf
- Diego
- Joachim Diehl
- Daniel Didavi
- Landry Dimata
- Bas Dost
- Jürgen Dudda
- Edin Džeko

## E
- Stefan Effenberg
- Ingo Eismann
- Karl-Heinz Emig
- Guido Erhard
- Alexander Esswein
- Sergej Evljuskin
- Ralf Ewen

## F
- Fagner Conserva Lemos
- Markus Feldhoff
- Ronald Feuerhahn
- Holger Fiebich
- Werner Fiedler
- Andree Fincke
- Karsten Fischer
- Jacek Frackiewicz
- Maik Franz
- Arne Friedrich

## G
- Michael Geiger
- Christian Gentner
- Thomas Gerstner
- Klaus Gerwien
- Willi Giesemann
- Akaki Gogia
- Grafite
- Frank Greiner
- Josuha Guilavogui
- Luiz Gustavo

## H
- Michael Habryka
- Uwe Hain
- Mike Hanke
- Ferhan Hasani
- Makoto Hasebe
- Maximilian Heidenreich
- Patrick Helmes
- Thomas Hengen
- Berthold Henke
- Bruno Henrique Pinto
- Peter Van Der Heyden
- Holger Hiemann
- Kamani Hill
- Kaylen Hinds
- Marwin Hitz
- Aljaksandr Hleb
- Kevin Hofland
- Stefan Holze
- Rick Hoogendorp
- Jörg Hoßbach
- Mirko Hrgović
- Marian Hristov

## I
- Emeka Ifejiagwa

## J
- Michal Janicki
- Jann Jensen
- Simon Jentzsch
- Petr Jiracek
- Fabian Johnson
- Rasmus Jönsson
- Josué
- Ivica Jozic
- Andrzej Juskowiak

## K
- Thomas Kahlenberg
- Sead Kapetanović
- Miroslav Karhan
- Sergej Karimov
- Wilfried Karstens
- Jens Keller
- Wilfried Kemmer
- Joshua Kennedy
- Burkhard Kick
- Hans Kircher
- Simon Kjær
- Julian Klamt
- Peter Kleeschätzky
- Uwe Klein
- Diego Klimowicz
- Thorsten Kohn
- Guido Koltermann
- Ja-Cheol Koo
- Bernd Korzynietz
- Uwe Koschinat
- Marijan Kovačević
- Wolf-Rüdiger Krause
- Philipp Kreuels
- Bernd Krumbein
- Waldemar Kryger
- Jacek Krzynowek
- Dietmar Kühbauer
- Gerd Kuhlmeyer
- Bernhard Kulla
- Markus Kullig
- Sotirios Kyrgiakos

## L
- Alexander Laas
- Srđan Lakić
- Nenad Lalatovic
- Christopher Lamprecht
- Matthias Langkamp
- Mike Lapper
- Tommie van der Leegte
- André Lenz
- Frank Lieberam
- Danijel Ljuboja
- Felipe Aliste Lopes
- Stefan Lorenz
- Dodi Lukebakio
- Oliver Lüttkenhaus

## M
- Michael Maaß
- Alexander Madlung
- Kim Madsen
- Michael Madsen
- Peter Madsen
- Cédric Makiadi
- Junior Malanda
- Yunus Malli
- Marcel Maltritz
- Mario Mandžukić
- Marcelinho
- Tomislav Maric
- Steve Marlet
- Obafemi Martins
- Manfred Mattes
- Wolfgang Matz
- Matthias Maucksch
- Borja Mayoral
- Kevin Mbabu
- Dieumerci Mbokani
- Brian McBride
- Slobodan Medojević
- Admir Mehmedi
- Stefan Meissner
- Juan Menseguez
- Henk van Meteren
- Günther Mettke
- Edwin Meyer
- Petar Mihtarski
- Zvjezdan Misimović
- Uwe Möhrle
- Steve Müller
- Sven Müller
- Dorinel Munteanu
- Vlad Munteanu

## N
- Vitus Nagorny
- Naldo
- Nderim Nedžipi
- Bojan Neziri
- Mame Niang
- Edgar Nobs
- Pavel Novotný
- Krzysztof Nowak
- Paul-Georges Ntep

## O
- Brian O'Neil
- Frank Ockert
- Yoshito Okubo
- Ivica Olić
- Divock Origi
- Yohandry Orozco
- Victor Osimhen
- Paulo Otávio
- Siegfried Otte
- Emre Öztürk

## P
- Peter Pekarík
- Ivan Perišić
- Pavao Pervan
- Dušan Petković
- Martin Petrov
- Frank Plagge
- Gernot Plassnegger
- Patrick Platins
- Emanuel Pogatetz
- Jan Polák
- Sebastian Polter
- Waldo Ponce
- Robson Ponte
- Roy Präger
- Ulf-Volker Probst

## Q
- Pablo Quattrocchi
- Facundo Quiroga

## R
- Sergiu Radu
- Valdet Rama
- Sead Ramović
- Sven Ratke
- Tobias Rau
- Siegfried Reich
- Daniel Reiche
- Claus Reitmaier
- Réver
- Claudio Reyna
- Sascha Riether
- Jürgen Rische
- Christian Ritter
- Francisco Rodriguez
- Ricardo Rodríguez
- Bartosz Romanczuk
- Fredi Rotermund
- Jérôme Roussillon
- Thomas Rytter

## S
- Ernst Saalfrank
- Mahir Saglik
- Hasan Salihamidžić
- Tuncay Sanli
- Jonathan Santana
- Julio dos Santos
- Hans Sarpei
- Klaus-Dieter Schäfer
- Marcel Schäfer
- Jan Schanda
- Sebastian Schindzielorz
- Xaver Schlager
- Stefan Schnoor
- Dittmar Schönbeck
- Gerald Schröder
- Michael Schulze
- André Schürrle
- Lutz Schwerinski
- Zoltán Sebescen
- Thomas Seeliger
- Benjamin Siegert
- Jörg Sievers
- Jan Šimůnek
- Giovanni Sio
- Ibrahim Sissoko
- Jürgen Speh
- Ralph Speh
- Michael Spies
- Matthias Stammann
- Renato Steffen
- Michael Stegmayer
- Dragan Stevanovic
- Albert Streit
- Dieter Suchanek
- Jürgen Suchanek

## T
- Hermann Taube
- Stephan Täuber
- Pablo Thiam
- Mirco Thiel
- Claus Thomsen
- Marcel Tisserand
- Zoran Tomcic
- Marko Topic
- Joachim Trautmann
- Levan Tskitishvili
- Piotr Tyszkiewicz

## V
- Paul Verhaegh
- Joao Victor
- Vieirinha
- Andreas Voss
- Aster Vranckx
- Silviu Vuia

## W
- Martin Wagner
- Wolfgang Wallek
- Wout Weghorst
- Patrick Weiser
- Andreas Winkler
- Bernd Winter
- Dieter Winter
- Claus-Dieter Wollitz
- Kevin Wolze
- Christian Wück

## Y
- John Yeboah

## Z
- Cristian Zaccardo
- Karim Ziani
- Uwe Zimmermann